# Jean-Marc Kabund
Jean-Marc Kabund (de son nom complet Jean-Marc Kabund-a-Kabund), né le 3 février 1981 à Lubumbashi, est un homme politique de la république démocratique du Congo (RDC).
Pilier de l'Union pour la démocratie et le progrès social (UDPS) et membre de premier plan de la classe politique de RDC, Kabund tombe en disgrâce à partir de février 2022 avant de quitter le pouvoir et lancer un mouvement politique d'opposition, Alliance pour le changement. Devenu très critique à l'égard du pouvoir du président Félix Tshisekedi, il tient des propos qui lui valent d'être condamné à 7 ans de prison en septembre 2023 et libéré en février 2025.

## Parcours politique

### Ascension et direction de l'UDPS
Kabund est nommé secrétaire général de l'Union pour la démocratie et le progrès social (UDPS) en août 2016, en remplacement de Bruno Mavungu.
Kabund assure l'intérim à la présidence de l'UDPS après la mort d'Étienne Tshisekedi, le président historique du parti, en février 2017.
Les 30 et 31 mars 2018, lors d'un congrès extraordinaire réuni à Kinshasa, Félix Tshisekedi, fils d'Étienne, est élu président de l'UDPS. En janvier 2019, Tshisekedi est élu président de la RDC et il nomme Jean-Marc Kabund, alors secrétaire général, au poste de président par intérim de l'UDPS. Kabund nomme Augustin Kabuya au poste de secrétaire général intérimaire du parti,.
Kabund est élu député d'une circonscription de Kinshasa en février 2019. Il est élu premier vice-président de l'Assemblée nationale. Il s'oppose quotidiennement à la main-mise du Front commun pour le Congo (FCC) de l'ancien président Joseph Kabila sur l'Assemblée et le gouvernement. Mais en mai 2020, il est destitué de ce poste (l'UDPS et la coalition autour de lui, le Cap pour le changement, ne sont pas majoritaires à l'Assemblée). Kabund est alors considéré comme le chef et stratège de la coalition de l'Union sacrée, formée en décembre 2020 pour s'opposer à la domination de Kabila sur l'Assemblée. Kabund débauche personnellement les députés du FCC pour qu'ils rejoignent l'Union sacrée,. Après la réussite de cette opération, l'Union sacrée devient majoritaire à l'Assemblée et Kabund en redevient premier vice-président en février 2021.
Kabund est alors au centre du jeu politique congolais et intervient partout, ce qui génère des tensions avec l'entourage du président Tshisekedi (en particulier François Beya, conseiller à la sécurité et Guylain Nyembo Mbwizya, chef du cabinet).
En janvier 2022, il annonce sa démission de son poste de premier vice-président de l'Assemblée nationale. Il est ensuite destitué de son poste de président par intérim de l'UDPS et exclu du parti. Plusieurs reproches lui sont faits dont des violences physiques et verbales à l'encontre de membres du parti mais aussi des actes de corruptions et d'escroquerie.

### Après l'UDPS
Passé dans l'opposition, il radicalise progressivement son discours à l'encontre du pouvoir de Félix Tshisekedi.
En juillet 2022, Jean-Marc Kabund annonce la création d'un nouveau parti, Alliance pour le Changement, dont l'idéologie sociale-démocrate se rapproche de celle de l'UDPS. Kabund se positionne en opposant du président Tshisekedi qu'il décrit comme « danger au sommet de l'État ». Il dénonce aussi l'exercice du pouvoir de Tshisekedi et de ses proches qui se fait, selon lui, au détriment des Congolais,,. Pour ces propos, il est poursuivi par la justice pour outrage au chef de l'État, diffamation et injures publiques. Le bureau de l'Assemblée nationale autorise la justice à entendre le député dans cette affaire,.
Le 9 août, le bureau de l'Assemblée lève son immunité parlementaire et après sa comparution devant le parquet général près la Cour de cassation, Kabund est mis sous mandat d'arrêt provisoire et incarcéré à la prison de Makala. Après trois jours en prison, la cour entend Kabund et décide de le placer en résidence surveillée, mais cette décision n'est pas appliquée tout de suite par le parquet,.
Son procès s'ouvre le 5 septembre mais il est reporté au 17 octobre, puis au 2 novembre. En attendant, Kabund reste en prison, à l'encontre de la décision judiciaire. Son épouse Christine Kasongo Mikembe est à la même période condamnée à 6 mois de prison ferme dans une autre affaire pour « injures et imputations dommageables » à l'encontre du vice-gouverneur de Kinshasa Gérard Mulumba,.
En août 2023, le procureur requiert 3 ans de prison à l'encontre de Jean-Marc Kabund. Le 13 septembre 2023, il est condamné à 7 ans de prison, entre autres pour « outrage au chef de l'État » et « propagation de faux bruits » par la Cour de cassation. Les avocats de Kabund dénoncent un jugement politique,.
Le 22 février 2025, Jean-Marc Kabund est libéré de prison.